# Leo-Cedarville (Indiana)
Leo-Cedarville es un pueblo ubicado en el condado de Allen en el estado estadounidense de Indiana. En el Censo de 2010 tenía una población de 3603 habitantes y una densidad poblacional de 361,43 personas por km².

## Geografía
Leo-Cedarville se encuentra ubicado en las coordenadas 41°13′14″N 85°1′19″O / 41.22056, -85.02194. Según la Oficina del Censo de los Estados Unidos, Leo-Cedarville tiene una superficie total de 9.97 km², de la cual 9.62 km² corresponden a tierra firme y (3.53%) 0.35 km² es agua.

## Demografía
Según el censo de 2010, había 3603 personas residiendo en Leo-Cedarville. La densidad de población era de 361,43 hab./km². De los 3603 habitantes, Leo-Cedarville estaba compuesto por el 97.06% blancos, el 0.08% eran afroamericanos, el 0.25% eran amerindios, el 0.8% eran asiáticos, el 0% eran isleños del Pacífico, el 0.56% eran de otras razas y el 1.25% pertenecían a dos o más razas. Del total de la población el 1.64% eran hispanos o latinos de cualquier raza.